# Giovanni Battista Amici

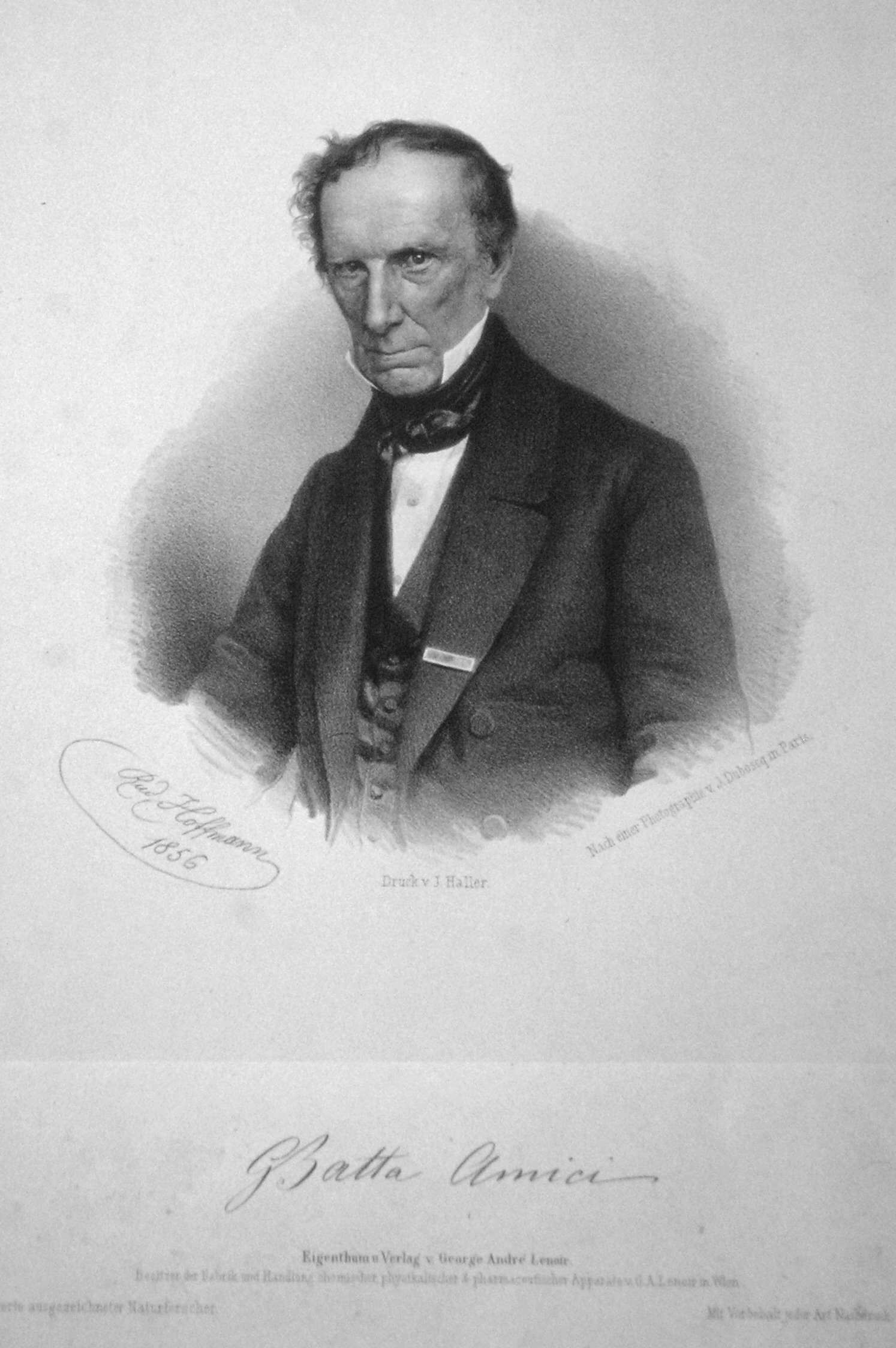
Giovanni Battista Amici, Lithographie von Rudolf Hoffmann, 1856

Giovanni Battista Amici (* 25. März 1786 in Modena; † 10. April 1863 in Florenz) war ein italienischer Hersteller von optischen Instrumenten in herausragender Qualität und erfand Polarisationsapparate. Neben der Entwicklung und Verbesserung seiner Geräte, die in vielen europäischen Ländern Verbreitung fanden, stellte er mit seinen Mikroskopen und Teleskopen zudem bedeutsame botanische, zoologische und astronomische Untersuchungen an. Als Vornamensangabe findet sich auch Giovan beziehungsweise Batista sowie Giambattista.
Nach einem Studium der Mathematik in Bologna, das er 1807 im Alter von 21 Jahren abschloss, wirkte er in Modena, bevor er 1831 nach Florenz umzog. Schon in jungen Jahren wurde er als Hersteller optischer Geräte berühmt. Er führte Verbesserungen ein, die noch heute in der Lichtmikroskopie angewendet werden.

## Leben

### Kindheit, Ausbildung und Stellungen in Modena
Amici wurde am 25. März 1786 als Sohn des Staatsbeamten Giuseppe Amici in Modena geboren, das zum Herzogtum Modena gehörte. Er zeigte bereits in früher Jugend großes mathematisches Interesse und wurde schließlich ein Schüler des Algebraikers Paolo Ruffini, der in Modena Dozent war. 1806 heiratete er Teresa Tamanini, mit der er drei Kinder hatte: Vincenzo (* 1807), Elena (* 1808) und Valentino (* 1810).
Sein Studium der Mathematik, Mechanik und Hydrodynamik war so erfolgreich, dass er statt nach zwei Jahren bereits nach einem Jahr zum Endexamen an der Universität Bologna zugelassen wurde. 1807, mit gerade 21 Jahren, bekam er den Abschluss Ingenieur-Architekt und wurde noch im gleichen Jahr Lehrstuhlinhaber für Geometrie und Algebra an der Hochschule von Modena. Als die Universität nach den Napoleonischen Kriegen 1815 wieder eröffnet wurde, bekam Amici die Professur für Geometrie, Algebra und Trigonometrie in der philosophischen Fakultät.
In seinem Haus in Modena hatte Amici mit wesentlicher finanzieller Unterstützung seines Vaters und seiner Frau eine Laborwerkstatt eingerichtet, wo er neben seiner Lehrtätigkeit an der Universität optische Geräte verbesserte oder nach eigenen Ideen gleich neu baute. Seine Teleskope und Mikroskope setzte er auch für eigene Beobachtungen ein. Er wurde schnell international bekannt. In Anerkennung seiner Verdienste wurde er 1825 oder 1826 von seiner Lehrverpflichtung befreit und zum „das Ministerium für die physikalischen und mathematischen Wissenschaften beratenden Professor“ ernannt, so dass er sich stärker seiner Forschung widmen konnte. Die einzige Verpflichtung war, jährlich über Fortschritte der physikalisch-mathematischen Wissenschaften Bericht zu erstatten.
Nach der revolutionären Bewegung in Modena wurde er 1831 von der provisorischen Regierung zum Vorsitzenden des öffentlichen Unterrichtswesens gemacht. Der Graf kehrte jedoch schon nach wenigen Monaten zurück und Amici musste sich rechtfertigen.

### Florenz und Pisa

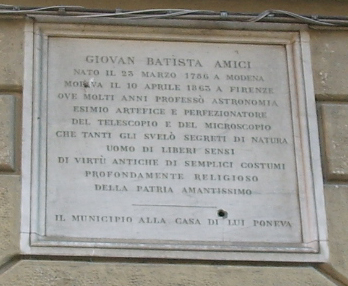
Gedenktafel für Amici am Palazzo Demidoff-Amici in Florenz.

Ende 1831 wurde Amici als Nachfolger von Jean-Louis Pons Astronom am Museum für Physik und Naturgeschichte in Florenz (Museo di storia naturale), wo er von seinem Sohn Vincenzio (später Professor der Mathematik in Pisa) unterstützt wurde. Nominell wurde er Lehrstuhlinhaber für Astronomie an der Universität Pisa. Die etwa 80 km voneinander entfernten Städte gehörten beide zum Großherzogtum Toskana. Amici zog nach Florenz, wo er intensiv mithalf, aus dem Museum ein aktives Studien- und Forschungszentrum zu machen. Bald übernahm er auch die Leitung des astronomischen Observatoriums, wo er besonders die Geräteausstattung förderte. Wohlhabend und als persönlicher Freund des Fürsten ergaben sich beste Arbeitsbedingungen für ihn.
Amici zog seine Optikwerkstatt ebenfalls nach Florenz um und er produzierte mit einigen Arbeitern weiter Mikroskope, die nach ganz Europa geliefert wurden. Aus seinem Abrechnungsbuch geht hervor, dass er zwischen 1817 und 1863 mehr als 100 große und etwa 200 mittlere und kleine Mikroskope auslieferte, dazu 270 Zeichenkammern, etwa 10 astronomische Fernrohre, etwa 10 Prismenfernrohre und 150 weitere optische Geräte. Auch seine mikroskopischen Beobachtungen setzte er fort. Als 1839 die erste gesamtitalienische Vereinigung von Wissenschaftlern in Pisa tagte, war Amici einer von deren Vertretern. Durch einige nationale wissenschaftliche Kongresse trug diese Vereinigung zur italienischen Einigungsbewegung bei.
1846 oder 1847 kamen bei einem Sommeraufenthalt im Landhaus der Familie in Modena beim Ausbruch einer Typhus-Epidemie alle weiblichen Familienmitglieder ums Leben.
1848 wurde Amici zum Abgeordneten der konstitutionellen Regierung der Toscana ernannt. Bei der provisorischen Regierung von Modena übernahm er eine Aufgabe in Verbindung mit dem Krieg gegen die Österreicher. Als der Großherzog der Toskana 1859 abgesetzt wurde, wurde auch Amici zu seinem Leidwesen von allen akademischen Ämtern enthoben. Er wurde jedoch zum Ehrenprofessor der Astronomie ernannt und auch mit mikroskopischer Forschung am florentiner Museum beauftragt. Diese Stellung behielt er bis zu seinem plötzlichen Tod im Jahr 1863 als 77-Jähriger. Amici war bis zu seinem Tod wissenschaftlich aktiv. Noch zwei Tage vor seinem Ableben nahm er an mikroskopischen Beobachtungen teil.

Undatierte Porträts von Amici
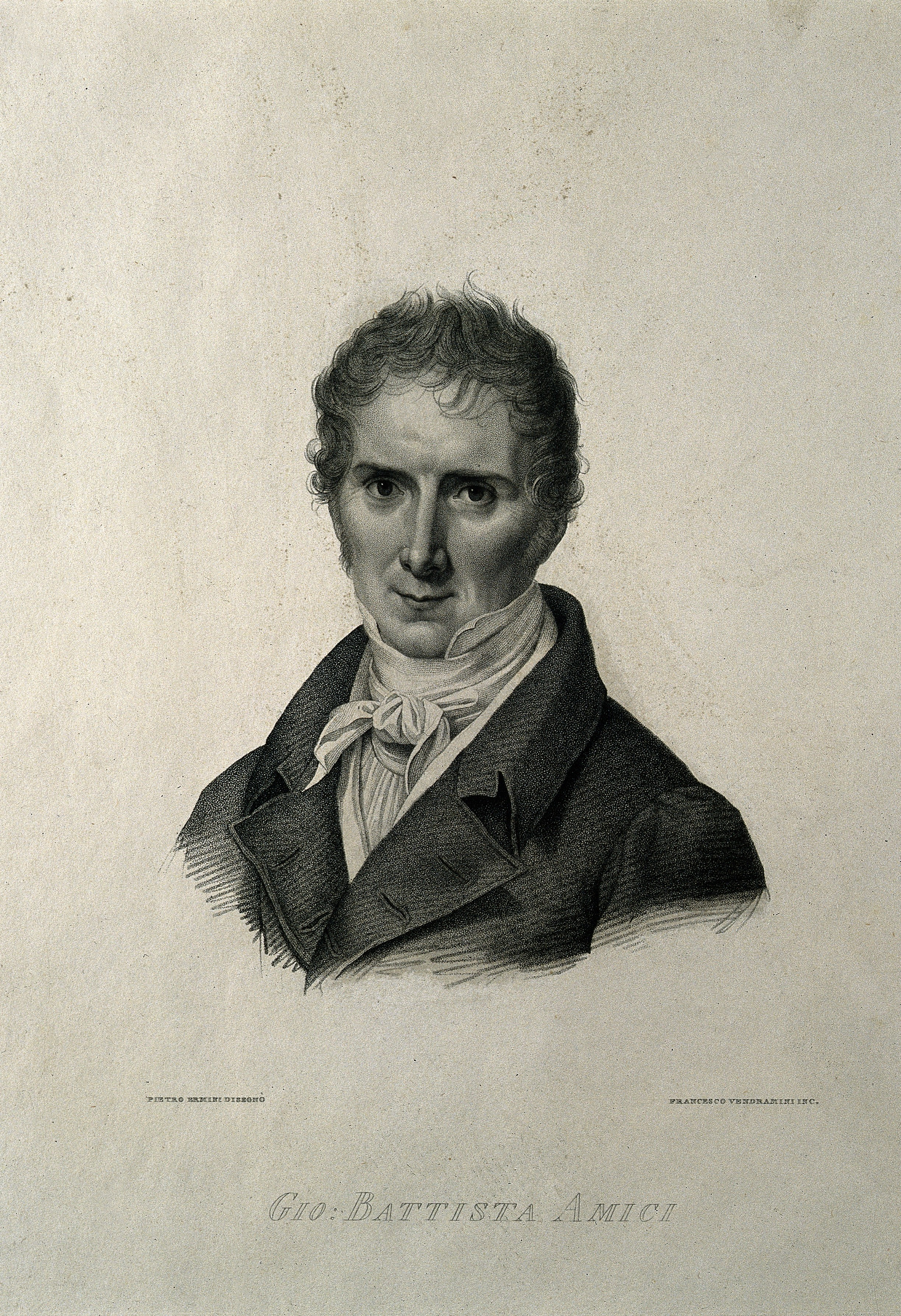
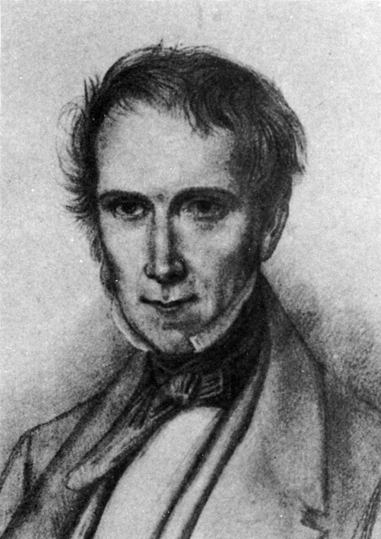
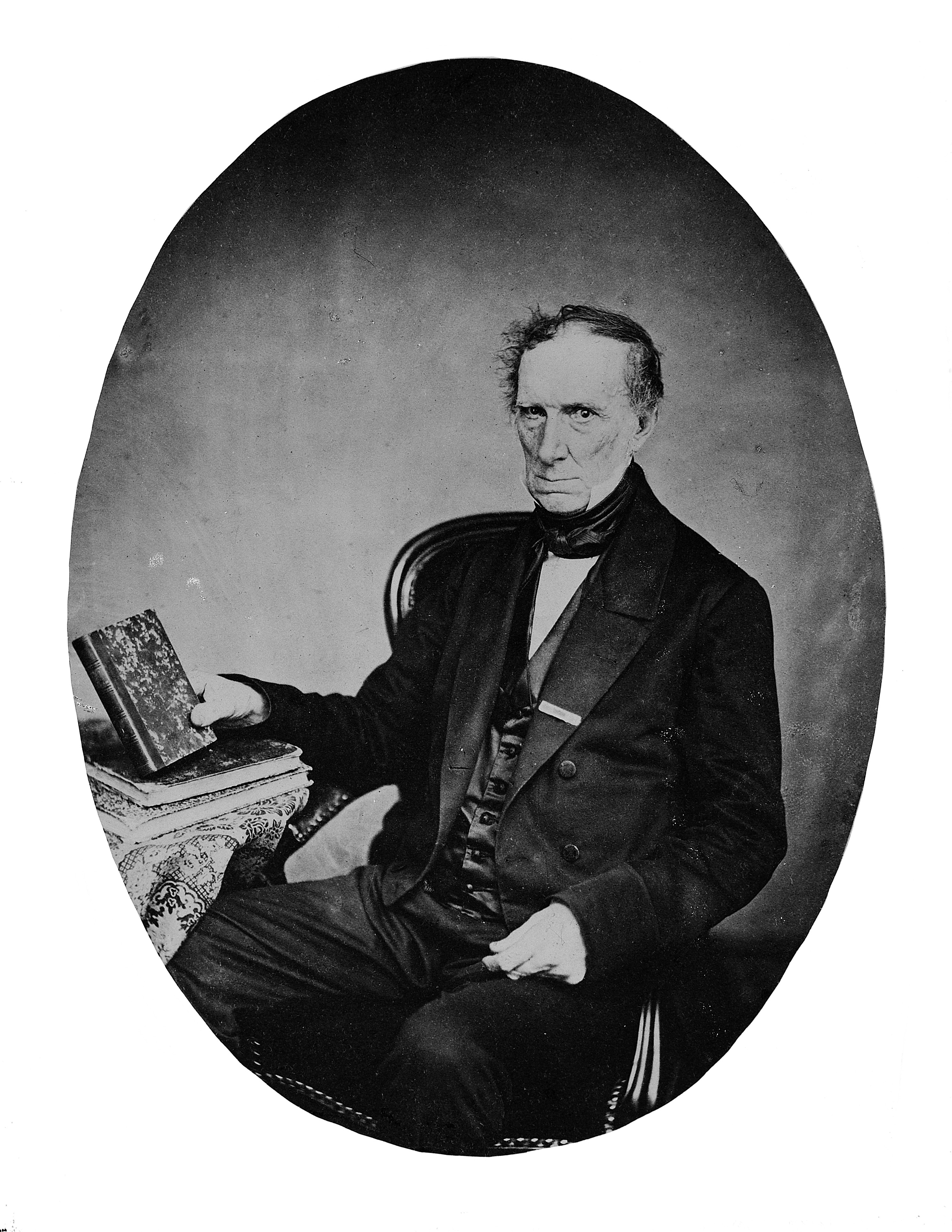
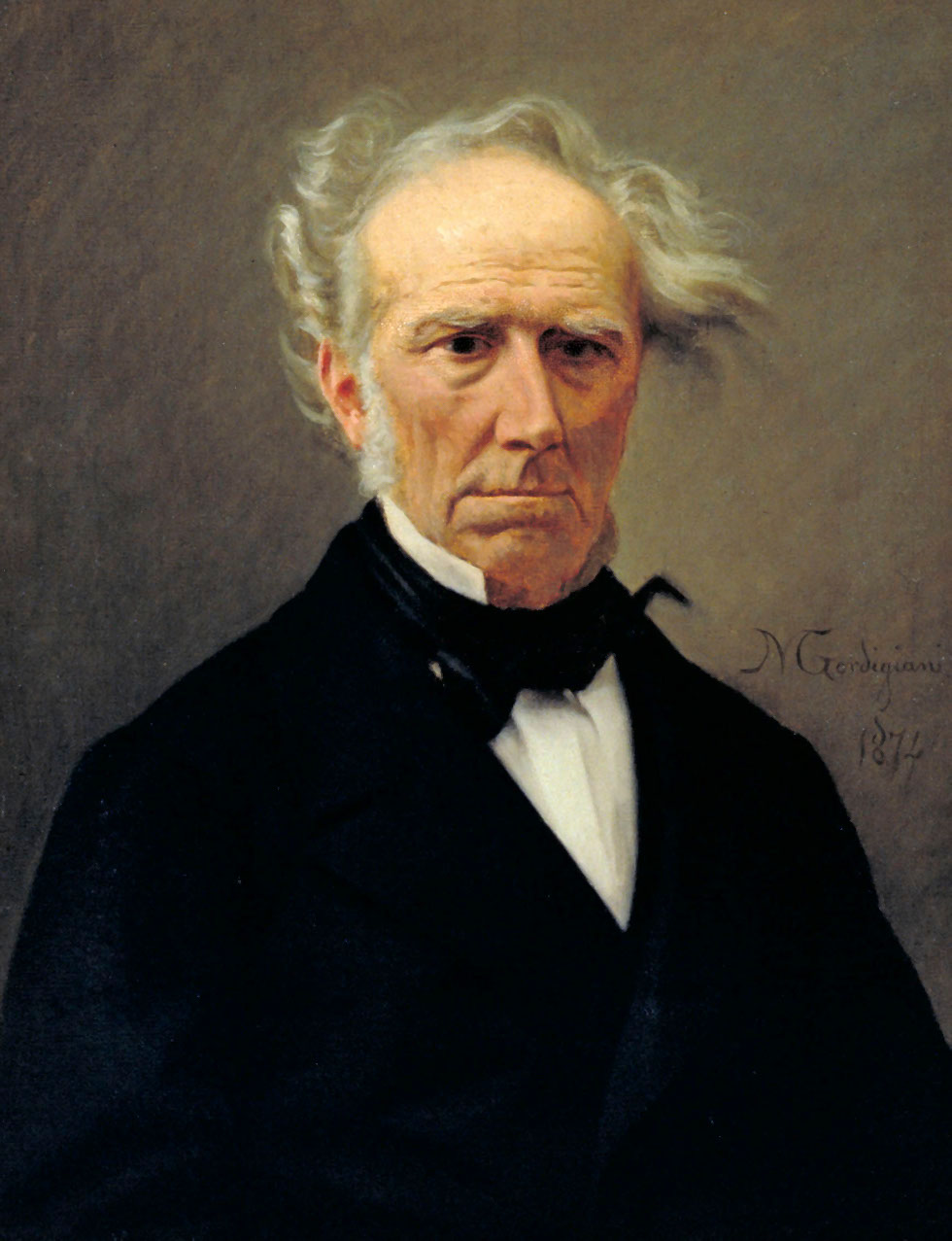
Gemalt 1874, 11 Jahre nach seinem Tod.

## Werk
Amici begann sich mit der Konstruktion von optischen Geräten zu beschäftigen, da ihm während seines Universitätsstudiums die Qualität der vorhandenen Gerätschaften nicht ausreichend erschien. Seinen Qualitätsanspruch formulierte er später wie folgt:

„Ich nehme keine Aufträge an, die mir die Freiheit nehmen, nach meinem Befinden die Form der Instrumente in all jenen Teilen zu verändern, die meines Erachtens verbessert werden können. Wenn ein Instrument meinen Namen tragen soll, möchte ich, dass es nach den Grundsätzen gemacht ist, die mir am volkommensten erscheinen.“

Der bekannte deutsche Botaniker Hugo von Mohl schrieb in einem Nachruf über die Qualität von Amicis Instrumenten:

„Liess auch die Metallarbeit seiner Instrumente in vielen Fällen manches zu wünschen übrig, so war dagegen der optische Theil derselben in desto vollendeterer Weise ausgeführt, vor allem aber zeichnete sich die Mehrheit derselben durch die neuen Ideen aus, die ihnen zu Grunde liegen.“

### Mikroskopbau

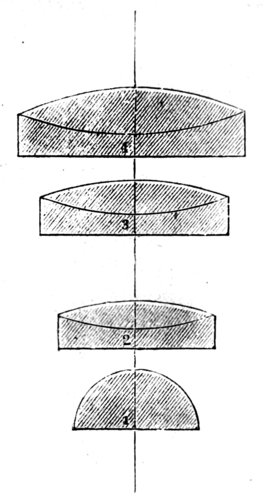
Schema eines achromatischen Objektivs nach Amici mit einzelner Frontlinse, aus Czapski (1904).

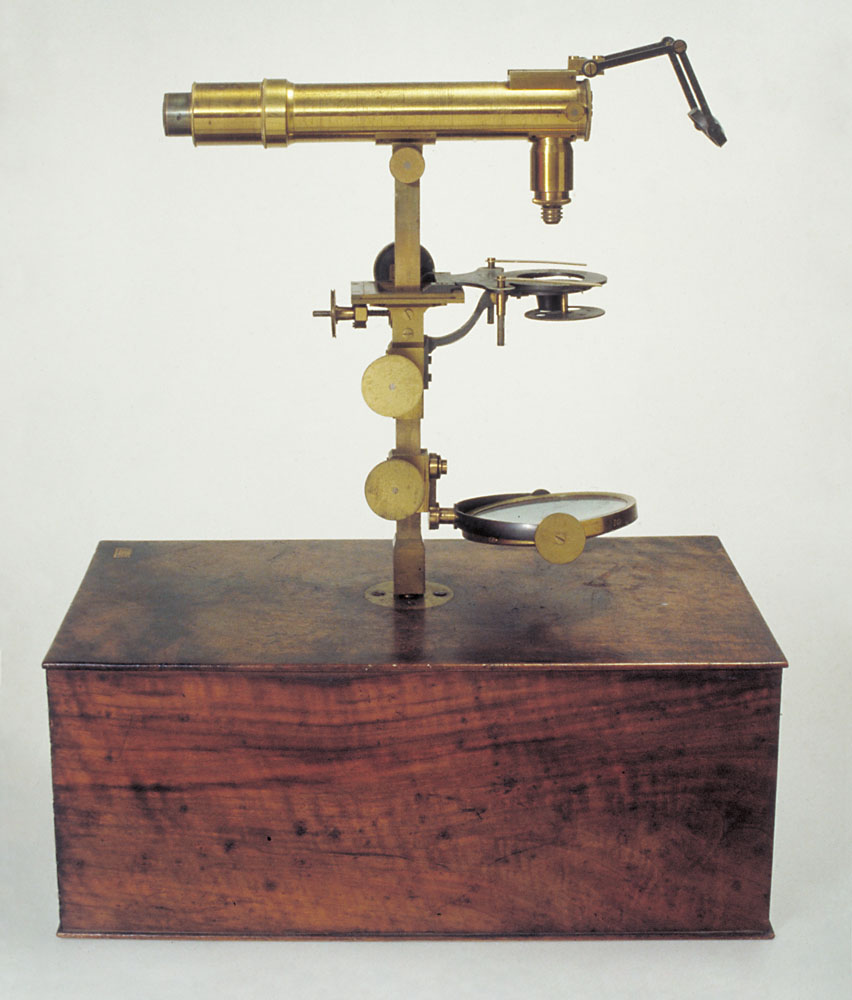
Zusammengesetztes Amici-Mikroskop von etwa 1827 aus seiner Werkstatt in Modena.

Amici begann seine Karriere als Instrumentenbauer mit der Verbesserung von katadioptischen Mikroskopen, also solchen, die mit Hilfe von Spiegeln vergrößern und nicht mit Glaslinsen. 1812 erhielt er in Mailand einen Preis für eines seiner Modelle. Nach verschiedenen Weiterentwicklungen veröffentlichte er seine in diesem Gebiet erzielten Ergebnisse 1818. Nachdem er die Grenzen katadioptischer Mikroskope erkannte, widmete er sich in der Folge dem weiter verbreiteten zusammengesetzten dioptischen Mikroskop, das eine Vergrößerung mit Glaslinsen erzeugt. Auch heute ist dies der gebräuchlichste Mikroskoptyp.
Amici führte zwei wesentliche Neuerungen in die Konstruktion von Lichtmikroskopen ein, die sich bis heute gehalten haben: eine einzelne, zum Präparat hin ebene Frontlinse des Objektivs mit kurzer Brennweite sowie die Immersion.
Zu Amicis Zeiten hatten achromatische Mikroskopobjektive, also solche, die gegen Farbfehler korrigiert sind, drei Linsenpaare. Eines davon war dem Präparat zugewandt. 1827 ersetzte Amici dieses durch eine einzelne, halbkugelförmige Linse (Immersionsobjektiv). In einem Manuskript von 1855 beschrieb er seine Gründe für diesen Schritt: Das Linsenpaar war recht groß, so dass keine kurzen Brennweiten und damit nur eine begrenzte Vergrößerung möglich war. Eine einzelne Linse mit kurzer Brennweite erzeugte zwar einen Farbfehler, diesen korrigierte er aber innerhalb der beiden anderen Linsenpaare. Das hierfür erforderliche Flintglas mit hoher Dispersion bekam er durch Vermittlung Airys von Faraday. Die kürzere Brennweite ermöglichte einen größeren Öffnungswinkel und damit eine bessere numerische Apertur. Die dadurch bedingte Bildverbesserung wird als wesentlich für viele mikroskopische Entdeckungen des 19. Jahrhunderts angesehen.
Ab 1847 setzte Amici erstmals Immersion mit Wasser zwischen Objektiv und Deckglas ein. Er war nicht der erste, der dies tat, durch seine umfangreichen Versuche und die von ihm hergestellten Objektive für viele Forscher wurde sie jedoch einem größeren Anwenderkreis bekannt. Ein Manuskript von ihm von 1849 beschreibt beispielsweise ein Mikroskop mit Wasserimmersion für Franciscus Cornelis Donders in Utrecht. Hernach stellte Amici auch Immersionsobjektive für Flüssigkeiten mit höherem Brechungsindex her, wie Glycerin und verschiedene Pflanzenöle. Die Lieferung von mehreren Dutzend Ölimmersionsobjektiven an europäische Kunden ist nachgewiesen. Die hohe Qualität seiner Objektive wird nicht zuletzt nachgewiesen durch den Detailreichtum der von ihm selbst durchgeführten und veröffentlichten Beobachtungen von Pflanzenparasiten und der quergestreiften Muskulatur.

### Astronomische Geräte und Beobachtungen
Bereits im Alter von 24 Jahren, also 1810, baute Amici ein Spiegelteleskop mit einer Öffnungsweite von 155 mm und einer Brennweite von 2,4 m. Es wurde von den Astronomen des Osservatorio Astronomico di Brera in Mailand als dem von Wilhelm Herschel gleichwertig angesehen. Am 15. August 1811 erhielt Amici dafür in einer feierlichen Sitzung die große Goldmedaille des königlichen Instituts in Mailand.
Er verfertigte ein Fernrohr von 28,8 cm Durchmesser und 6,28 Meter Länge und 1812 ein Teleskop neuartiger Konstruktion mit einem Hohlspiegel und einem im Mittelpunkt durchbohrten Planspiegel, dessen Durchmesser bei 30 cm lag und das 6,5 m lang war.
Besondere Beachtung aber verdient seine Vorrichtung zur Messung der Lichtstärke eines astronomischen Objekts durch Doppelbilder.
Mit seinen Geräten untersuchte Amici Doppelsterne und die Monde des Jupiters. Mit einem von ihm entwickelten Mikrometer konnte er genaue Bestimmungen des polaren und äquatorialen Durchmessers der Sonne durchführen.

### Mikroskopische Beobachtungen
Amicis erste Veröffentlichung mit mikroskopischen Beobachtungen erschien 1818, zeitgleich mit seiner Arbeit über das Spiegelmikroskop, das er für diese frühen Beobachtungen einsetzte. Sie behandelte die von Bonaventura Corti 1774 in Wasserpflanzen beschriebene Plasmaströmung innerhalb einer Zelle am Beispiel Gewöhnlichen Armleuchteralge (Chara vulgaris). Seine verbesserten Mikroskope erlaubten die Darstellung von Leukoplasten und Chloroplasten. Er beschreibt seine Beobachtungen detailliert, nicht ohne zu erwähnen, dass er diese bereits verschiedenen berühmten Persönlichkeiten vorgeführt habe, darunter Erzherzog Maximilian von Österreich, Erzherzog Leopold der Toscana und Prinz von Metternich.

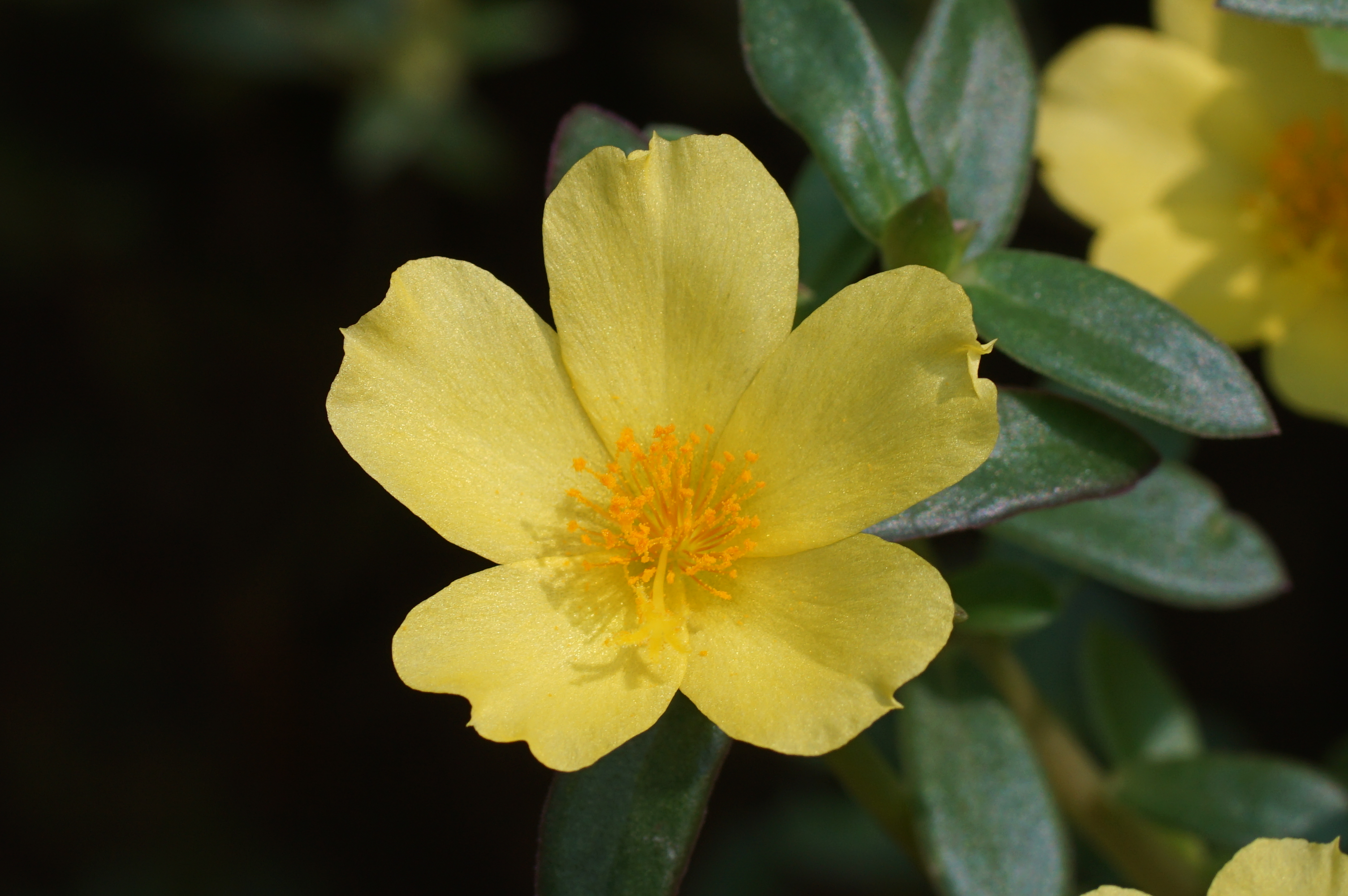
Blüte von Portulaca oleracea

Eine zweite pflanzenphysiologische Arbeit folgte 1823. Amici wollte eigentlich herausfinden, ob Plasmaströmungen nur in Wasserpflanzen oder auch in Landpflanzen vorkommen. 1821 beobachtete er bei seiner Untersuchung zufällig das Aufbrechen eines Pollenkorns und das Austreten des Pollenschlauchs beim Portulak (Portulaca oleracea). Die Bedeutung für die Fortpflanzung der Samenpflanzen erkennend, widmete er sich in den folgenden Jahren diesem Phänomen und trug wesentlich dazu bei, falsch interpretierte Beobachtungen, besonders von Matthias Jacob Schleiden, zu widerlegen und die Grundlage für das Verständnis der Befruchtung bei Bedecktsamern zu legen. Dies trug ihm zeitweise heftige Angriffe von Schleiden ein. Amici beschrieb das Eindringen des Pollenschlauchs in die Samenanlage durch die Mikropyle (1829) und die Entwicklung des Embryos aus einem bereits im Embryosack bestehenden ‚Bläschen‘, der Eizelle, nach dem Kontakt mit dem Pollenschlauch. 1846 schließlich veröffentlichte er seine Untersuchungen zur Befruchtung bei Orchideen, die den Streit mit Schleiden entschieden. Hugo von Mohl urteilte in einem Nachruf auf Amici 1863 über diese Arbeit:

„Amici … verfolgte auch die weitern Vorgänge in dem Eie der Orchideen, das Vorhandensein des Keimbläschens vor der Befruchtung, die Entstehung und Entwickelung des Embryo aus demselben auf eine so vollständige Weise, dass die späteren Untersuchungen anders nur noch eine Bestätigung, aber kaum einen wichtigen Zusatz liefern konnten. In dieser Arbeit Amici’s wurde zum ersten Male vom gesammten Befruchtungsprozess einer Pflanze, von der Bestäubung der Narbe an bis zur vollen Ausbildung des Embryo in allen Stadien eine richtige und zusammenhängende Darstellung gegeben. Sie war das Musterbild für alle späteren Untersuchungen und zugleich der Todesstoss der Schleiden’schen Irrlehre.“

Im selben Nachruf berichtete von Mohl, dass Amici als Reaktion auf die Angriffe von Schleiden diesem eines seiner Mikroskope schickte, damit er sich mit besserer Technik selbst überzeugen könne.
Weitere botanische Arbeiten beschäftigten sich mit Spaltöffnungen, dem Palisadenparenchym, der Zellmembran und den Zusammenhängen von Gewebszellen. Mikrobiologische Untersuchungen behandelten Oscillatoria sowie Krankheitserreger von Rosen, Weinreben, Maulbeerbäumen, Weizen und Seidenraupen. Amici veröffentlichte nur wenige zoologische Studien. Besondere Erwähnung verdient seine Arbeit über die quergestreifte Muskulatur von 1858, in der er Beobachtungen seit 1828 zusammenfasste. Seit diesem Jahr verwendete er Fliegenmuskelfasern als Testobjekte, um die Güte seiner Objektive zu beurteilen, und stellte fest, dass diese nicht entsprechend der Lehrmeinung aufgebaut waren. Über die Jahre untersuchte er auch Fasern anderer Tiere und des Menschen. Er entdeckte unter anderem, dass Muskelfibrillen aus längsorientierten Filamenten aufgebaut sind, etwa hundert Jahre bevor Myofilamente elektronenmikroskopisch sichtbar gemacht werden konnten.

## Ehrungen
Über dreißig wissenschaftliche Gesellschaften ernannten Amici zum Ehrenmitglied, darunter die italienische (Società Italiana per il Progresso delle Scienze), die Pontificia Accademia Romana dei Nuovi Lincei, die Royal Astronomical Society, die königliche Akademie für Medizin in Paris und die kaiserliche Gesellschaft der Naturwissenschaften in Moskau. Die Berliner Universität ernannte ihn 1860 zum Ehrendoktor der Medizin und Chirurgie.
Seit 1836 war er korrespondierendes Mitglied der Königlich-Preußischen Akademie der Wissenschaften.
Nach ihm ist der Mondkrater Amici benannt, sowie der Kleinplanet (3809) Amici des Asteroidengürtels, der 1984 am Osservatorio San Vittore in Bologna entdeckt wurde.
1979 benannten die Autoren Alberto Alberti, Gerhard Hentschel und Giovanna Vezzalini ein Mineral zu Ehren von Amici als Amicit (englisch: Amicite). Sie entdeckten das neue Zeolithmineral am Höwenegg, einem erloschenen Vulkan bei Immendingen im südlichen Baden-Württemberg. Die Formel lautet K2Na2(Si4Al4O16)·5H2O.
Nach Amici ist die Pflanzengattung Amicia Kunth 1824 aus der Familie der Hülsenfrüchtler (Fabaceae) benannt.

## Veröffentlichungen von Amici
Amici hat über fünfzig wissenschaftliche Arbeiten veröffentlicht. Hier ist nur eine Auswahl wieder gegeben.
- Dei microscopi catadiottrici. Vorgestellt am 5. März 1818. In: Memorie di Matematica e di Fisica della Società Italiana delle Scienze residente in Modena. Band XVIII, 1820, S. 107–124 (italienische Online-Version [PDF]).
- Osservazioni sulla circolazione del succhio nella Chara. Vorgestellt am 10. August 1818. In: Memorie di Matematica e di Fisica della Società Italiana delle Scienze residente in Modena. Band XVIII, 1820, S. 183–202 (online bei der Biodiversity Heritage Library).
- Osservazioni microscopiche sopra varie piante. Vorgestellt am 22. März 1822. In: Memorie di Matematica e di Fisica della Società Italiana delle Scienze residente in Modena. Band XIX, 1823, S. 234–286 (Version 1 bei Google Books, Version 2 bei Google Books, mit anderen Ausschnitten der Abbildungen).
- Sulla fecondazione delle orchidee. Vorgestellt beim 8. Treffen italienischer Wissenschaftler am 17. September 1846. In: Giornale botanico italiano. Jahrgang 2, Teil 1, Band 1, 1846, S. 237–248 (online bei der Bayerischen Staatsbibliothek). Zeitgenössische deutsche Übersetzung (ohne Abbildungen): Ueber die Befruchtung der Orchideen. Übersetzer: Hugo von Mohl. In: Botanische Zeitung. Band 5, 1847, Sp. 364 – 370 (online bei der Biodiversity Heritage Library).
- Sulla fibra muscolare. In: Il Tempo, Giornale di Medicina, Chirurgia e Scienze affini. Band II, 1858, S. 328–338.